# 8757 Ціанеус
8757 Ціанеус (8757 Cyaneus) — астероїд головного поясу, відкритий 24 вересня 1960 року.
Тіссеранів параметр щодо Юпітера — 3,668.